# Godfrid I. Leuvenski
Godfrid I. Leuvenski (Godfrid I. Bradati ) (ok. 1063 – 25. januar 1139 ) je bil ustanovitelj kasnejše vojvodine Brabant. Bil je sin grofa Henrika II Leuvenskega in Adele iz Betuwe.
Leta 1078 so ga poslali na cesarski dvor na viteško šolanje. Iz tega sklepamo, da se je Godfrid rodil okoli leta 1063, ker je po ripuarskem običaju fant polnoleten pri 15 letih.
Po smrti svojega brata Henrika III. Leuvenskega februarja/marca 1095 ga je nasledil kot grof Leuvenski in deželni grof Brabanta ter skrbnik Nivellesa in Gemblouxa. Kmalu zatem je zaradi grofije Bruningerode prišel v konflikt z Otbertom Lièškim, knezo-škofom v Liègu. Leta 1099 je Godfrid posredoval v sporu med Henrikom III. Luksemburškim in Arnoldom I. Loonskim glede imenovanja opata Sint Truidena. Leta 1102 je ustavil invazijo Roberta II. Flandrskega pri Cambraiju.
Limburški vojvoda Henrik I., vojvoda Spodnje Lorene, je bil zvesti vazal cesarja Henrika IV. Ko je cesarjev najmlajši sin Henrik, poznejši cesar Henrik V., odstavil svojega očeta, je vojvoda Henrik I. ponudil zavetje odstavljenemu Henriku IV. Končno je Henrik I. Limburški zaradi tega izgubil svoj vojvodski naziv in 13. maja 1106 je bil Godfrid I. Leuvenski (kot Godfrid V. ) imenovan za vojvodo Spodnje Lorene in tudi za mejnega grofa Antwerpna.
Godfrid sam je bil od 1114 do 1119 cesarjev nasprotnik, potem pa se je z njim spet pobotal. Leta 1122 je skupaj s cesarjem Henrikom V. oblegal upornega Gosewijna I. Valkenburškega in uničil njegov grad Valkenburg. Leta 1123 je bil njegov brat Alberon I. Leuvenski imenovan za škofa v Liègu. Leta 1128 je Godfrid plačal ceno za svojo podporo leta 1125 'napačnemu' kandidatu za kralja Frideriku II. Švabskemu in izgubil tudi svoj naziv vojvode Spodnje Lorene. Zamenjal ga je Walram I. 'Pagan' Limburški. Godfrid pa je obdržal mejno grofovijo Antwerpen in vojvodski naslov. Tako je nastala vojvodina Brabant.
Leta 1129 je Godfrid podprl poskuse grofa Giselberta Duraškega, da pridobi posesti od opatije Sint Truiden. To je privedlo do bitke pri Wilderenu 7. avgusta 1129. Giselberta Duraškega s svojimi flamskimi in brabantskimi zavezniki je tam porazil opata Sint Truidena, ki so ga podpirali škofje Metza in Lièga ter grofa Limburški in Loonski. Leta 1131 je bil v tem spopadu sklenjen mir.
Godfrid je pokopan v opatiji Affligem. Po njegovi smrti so v Brabantu izbruhnile grimberške vojne.

## Poroke in potomci
Godfrid je bil v prvem zakonu poročen z Ido Chiny-sko . Imela sta naslednje otroke:
- Godfrid II. (1107-1142)
- Henrik, menih v Affligemu .
- Adela (-1151), poročena z angleškim kraljem Henrikom I.  ) in Viljemom Aubignyjem,
- Ida, poročena z Arnoldom I. Kleveškim
- Klarisa (-1140)

Godfrid se je ponovno poročil s Klementijo Burgundsko, vdovo Roberta II. Flandrskega. Nista imela otrok.
Godfrid je imel sina z žensko neznanega izvora po imenu : Joselin. Svojo polsestro je spremljal v Anglijo, kjer se je poročila z dedičem družine Percy, njen potomec je bil najprej grof in pozneje vojvoda Northumberlandski.